# Shumpei Naruse
Shumpei Naruse (成瀬 竣平?, Naruse Shunpei; Aichi, 17 gennaio 2001) è un calciatore giapponese, difensore del Kashiwa Reysol.

## Statistiche

### Cronologia presenze e reti in nazionale
| Cronologia completa delle presenze e delle reti in nazionale ― Giappone under 23 | Cronologia completa delle presenze e delle reti in nazionale ― Giappone under 23 | Cronologia completa delle presenze e delle reti in nazionale ― Giappone under 23 | Cronologia completa delle presenze e delle reti in nazionale ― Giappone under 23 | Cronologia completa delle presenze e delle reti in nazionale ― Giappone under 23 | Cronologia completa delle presenze e delle reti in nazionale ― Giappone under 23 | Cronologia completa delle presenze e delle reti in nazionale ― Giappone under 23 | Cronologia completa delle presenze e delle reti in nazionale ― Giappone under 23 |
| Data                                                                             | Città                                                                            | In casa                                                                          | Risultato                                                                        | Ospiti                                                                           | Competizione                                                                     | Reti                                                                             | Note                                                                             |
| -------------------------------------------------------------------------------- | -------------------------------------------------------------------------------- | -------------------------------------------------------------------------------- | -------------------------------------------------------------------------------- | -------------------------------------------------------------------------------- | -------------------------------------------------------------------------------- | -------------------------------------------------------------------------------- | -------------------------------------------------------------------------------- |
| 23-3-2022                                                                        | Dubai                                                                            | Giappone under 23                                                                | 1 – 0                                                                            | Croazia under 23                                                                 | Amichevole                                                                       | -                                                                                | 87’                                                                              |
| 29-3-2022                                                                        | Dubai                                                                            | Arabia Saudita under 23                                                          | 0 – 1                                                                            | Giappone under 23                                                                | Amichevole                                                                       | -                                                                                | 87’                                                                              |
| Totale                                                                           |                                                                                  | Presenze                                                                         | 2                                                                                |                                                                                  | Reti                                                                             | 0                                                                                |                                                                                  |

## Palmarès

### Club

#### Competizioni nazionali
- Coppa J. League: 1

Nagoya Grampus: 2021